# Liriomyza lepida
Liriomyza lepida este o specie de muște din genul Liriomyza, familia Agromyzidae, descrisă de Spencer în anul 1977. Conform Catalogue of Life specia Liriomyza lepida nu are subspecii cunoscute.